# Plouezoc'h
Plouezoc'h è un comune francese di 1 670 abitanti situato nel dipartimento del Finistère nella regione della Bretagna.

## Società

### Evoluzione demografica
Abitanti censiti